# Very Very Red Berry
Very Very Red Berry（ベリーベリーレッドベリー 略称：ベリベリ）は、2018年4月21日にデビューした日本の女性アイドル・グループ。2020年7月14日よりベリベリ！に改名。所属事務所はRIZEプロダクション。2021年3月7日をもって解散。

## 概要
FES☆TIVEなどの女性アイドル・グループを運営するRIZEプロダクションに所属。赤をコンセプトカラーとしたアイドルグループ。
2018年3月19日にグループ結成を発表、同年4月21日に赤坂BLITZにてデビュー。

## 略歴

### 2018年
- 4月21日 - 梨田つぐみ、櫻井まい、テン・チャン、水島杏、成宮千聖の5人で赤坂BLITZにてデビュー。
- 8月9日 - TwinBox AKIHABARAにて、初の単独公演「Very Berry Vol.1」開催。新曲「Tropical Whirlwind」お披露目。
- 9月19日 - TwinBox GARAGEにて、単独公演「Very Berry Vol.2」開催。
- 10月17日 - TwinBox GARAGEにて、単独公演「Very Berry Vol.3」開催。体調不良のため、梨田つぐみの活動休止を発表[1][注釈 1]。
- 11月15日 - TwinBox GARAGEにて、単独公演「Very Berry Vol.4」開催。
- 11月22日 - 渋谷Club asiaにて、1stワンマンライブ「The New Beginning」開催[2]。新曲3曲をお披露目。
  - 「てんてこまい」（櫻井まい、テン・チャンのユニット曲）
  - 「いますでに」（水島杏、成宮千聖のユニット曲）
  - 「→RED→NIGHT→EXPRESS→」
- 12月6日 - 契約違反により、成宮千聖が事務所解雇[3]。

### 2019年
- 1月20日 - 新宿レッドノーズにて、単独公演「Very Berry Vol.5」開催。新曲「未完成STORY」お披露目。
- 2月13日 - 櫻井まいがヤングアニマル（白泉社）の『YAグラ姫2019』で準グランプリに選ばれる[4]。
- 3月10日 - 梨田つぐみが卒業。黒木莉奈、北乃ののが加入。
- 3月20日 - 新メンバーとしてデビュー予定だった北乃ののが活動辞退[5]。
- 3月24日 - 新木場STUDIO COASTで開催されたアイドル甲子園 SPRING FESTIVAL 2019にて、黒木莉奈がデビュー。
- 4月10日 - Shibuya O-WESTにて、2ndワンマンライブ「Red Berry Blossom」開催。新曲「サクラスタート」「深紅の叫び」お披露目。
- 6月14日 - 渋谷DESEO miniにて、グループ初となる定期公演を開催。同公演にて、3rdワンマンライブ開催を発表、同ワンマンライブにて櫻井まいの卒業を発表。
- 7月7日 - 星乃夏未が加入及び新衣装公開[6]。
- 7月13日 - 新木場STUDIO COASTで開催されたアイドル甲子園 SUMMER FESTIVAL 2019にて、星乃夏未がデビュー。
- 8月10日 - 新宿Zirco Tokyoにて新曲「Very Very Red Summer」お披露目。
- 8月31日 - 白金高輪SELENE b2にて、3rdワンマンライブ「ベリーベリーサマーバケーション」開催。新曲「真っ赤な空」お披露目。櫻井まいが卒業[7]。
- 11月17日 - 12月中旬にテン・チャンが卒業することを発表[8]。
- 12月14日 - 秋葉原ZESTでのライブにて、テン・チャンが卒業。

### 2020年
- 2月28日 - 黒木莉奈及び星乃夏未の卒業を発表[9]。
- 6月28日 - ルルネージュとの無観客2マンライブを開催[10]。
- 7月12日 - SPACE ODDでのライブにて、黒木莉奈及び星乃夏未が卒業。
- 7月14日 - グループ名をVery Very Red Berryから「ベリベリ！」に改名することを発表。やまなかなな、神木乃栞里、藍田あらん、そのが加入[11]。
- 7月23日 - MX IDOL FESTIVAL Vol.17にて新体制お披露目。

### 2021年
- 1月31日 - 3月7日のワンマンライブをもって解散することを発表[12]。
- 3月7日 - SHIBUYA DIVEでのワンマンライブ『ベリベリ！ラストライブ〜赤が足りない！！！！！！〜』をもって、グループは解散した。

## メンバー

### 解散時メンバー
| 名前          | よみ            | 愛称             | 生年月日               | 血液型 | 出身地 | 備考 |
| ------------- | --------------- | ---------------- | ---------------------- | ------ | ------ | --- |
| 水島 杏       | みずしま あんず | あずにゃん       | 1997年11月4日（27歳）  | O型    | 愛知県 | 全活動期を通して在籍した唯一のメンバー。 解散後は僕のCloveに加入するも2022年9月17日に解散。                                   |
| やまなか なな | やまなか なな   | なな、ななちゃん | 1997年5月1日（28歳）   | A型    | 東京都 | 2020年7月14日加入。 |
| 神木乃 栞里   | かみきの しおり | しおりん         | 1995年12月16日（29歳） | AB型   | 京都府 | 2020年7月14日加入。 解散後はセカモノに加入するも2024年1月に卒業。                                                             |
| 藍田 あらん   | あいだ あらん   | あらん           | 2000年11月12日（24歳） |        | 栃木県 | 2020年7月14日加入。 解散後はtipToe.に加入するも2024年7月21日に解散。                                                          |
| その          | その            | そのちゃん       | 2000年7月14日（24歳）  | AB型   | 福岡県 | 2020年7月14日加入。 元手羽先センセーションメンバー（澄川もあ名義）。 2024年2月10日よりYOLOZ（リンドウ＝リン）に加入し活動中。 |

### 元メンバー
| 名前         | よみ            | 愛称       | 担当カラー | 生年月日              | 血液型 | 出身地   | 備考 |
| ------------ | --------------- | ---------- | ---------- | --------------------- | ------ | -------- | --- |
| 成宮 千聖    | なりみや ちひろ | ちっち     | オレンジ   | 1998年1月10日（27歳） | O型    | 東京都   | 2018年12月6日解雇。                                                                                         |
| 梨田 つぐみ  | なしだ つぐみ   | つぐみん   | 水色       | 1996年9月28日（28歳） | A型    | 茨城県   | 2019年3月10日卒業。元リーダー。                                                                             |
| 櫻井 まい    | さくらい まい   | まいまい   | 赤         | 2000年8月22日（24歳） | O型    | 神奈川県 | 2019年8月31日卒業。 卒業後はMyDearDarlin'を経て、現在はフューチャーサイダーメンバー「櫻衣まい」として活動。 |
| テン・チャン | てん・ちゃん    | てんちゃん | 白         | 1995年7月28日（29歳） | B型    | 京都府   | 2019年12月14日卒業。                                                                                        |
| 黒木 莉奈    | くろき りな     | くろき     | 紫         | 1999年4月29日（26歳） | B型    | 大分県   | 2020年7月12日卒業。 元Chimoメンバー。                                                                       |
| 星乃 夏未    | ほしの なつみ   | なっちゃん | 黄         | 2000年9月20日（24歳） | 不明   | 千葉県   | 2020年7月12日卒業。 卒業後は【eN】メンバー「宮坂杏」として活動。                                            |

## 楽曲一覧
| #      | 曲名                              | 初披露日 | 備考                                                                            |
| 2018年 | 2018年                            | 2018年   | 2018年                                                                          |
| ------ | --------------------------------- | -------- | ------------------------------------------------------------------------------- |
| 1      | ベリベリサワー                    | 4月21日  |                                                                                 |
| 2      | ちらり☆しらたまガール             | 4月21日  |                                                                                 |
| 3      | 恋するパーカー                    | 4月21日  |                                                                                 |
| 4      | NEED MORE RED 〜episode of momo〜 | 4月21日  |                                                                                 |
| 5      | Tropical Whirlwind                | 8月9日   | 単独公演にて披露。                                                              |
| 6      | てんてこまい                      | 11月22日 | 1stワンマンライブにて披露。櫻井まいとテン・チャンのユニット曲。                 |
| 7      | いますでに                        | 11月22日 | 1stワンマンライブにて披露。水島杏と成宮千聖のユニット曲。                       |
| 8      | →RED→NIGHT→EXPRESS→               | 11月22日 | 1stワンマンライブにて披露。                                                     |
| 2019年 |                                   |          |                                                                                 |
| 9      | 未完成STORY                       | 1月20日  | 単独公演にて披露。                                                              |
| 10     | サクラスタート                    | 4月10日  | 2ndワンマンライブにて披露。                                                     |
| 11     | 深紅の叫び                        | 4月10日  | 2ndワンマンライブにて披露。                                                     |
| 12     | Very Very Red Summer              | 8月10日  |                                                                                 |
| 13     | 真っ赤な空                        | 8月31日  | 3rdワンマンライブにて披露。メンバー全員で作詞を行い、黒木莉奈が振り付けを担当。 |
| 2021年 |                                   |          |                                                                                 |
| 14     | ベリベリ来航！                    | 2月16日  |                                                                                 |